# Expédition de Perry

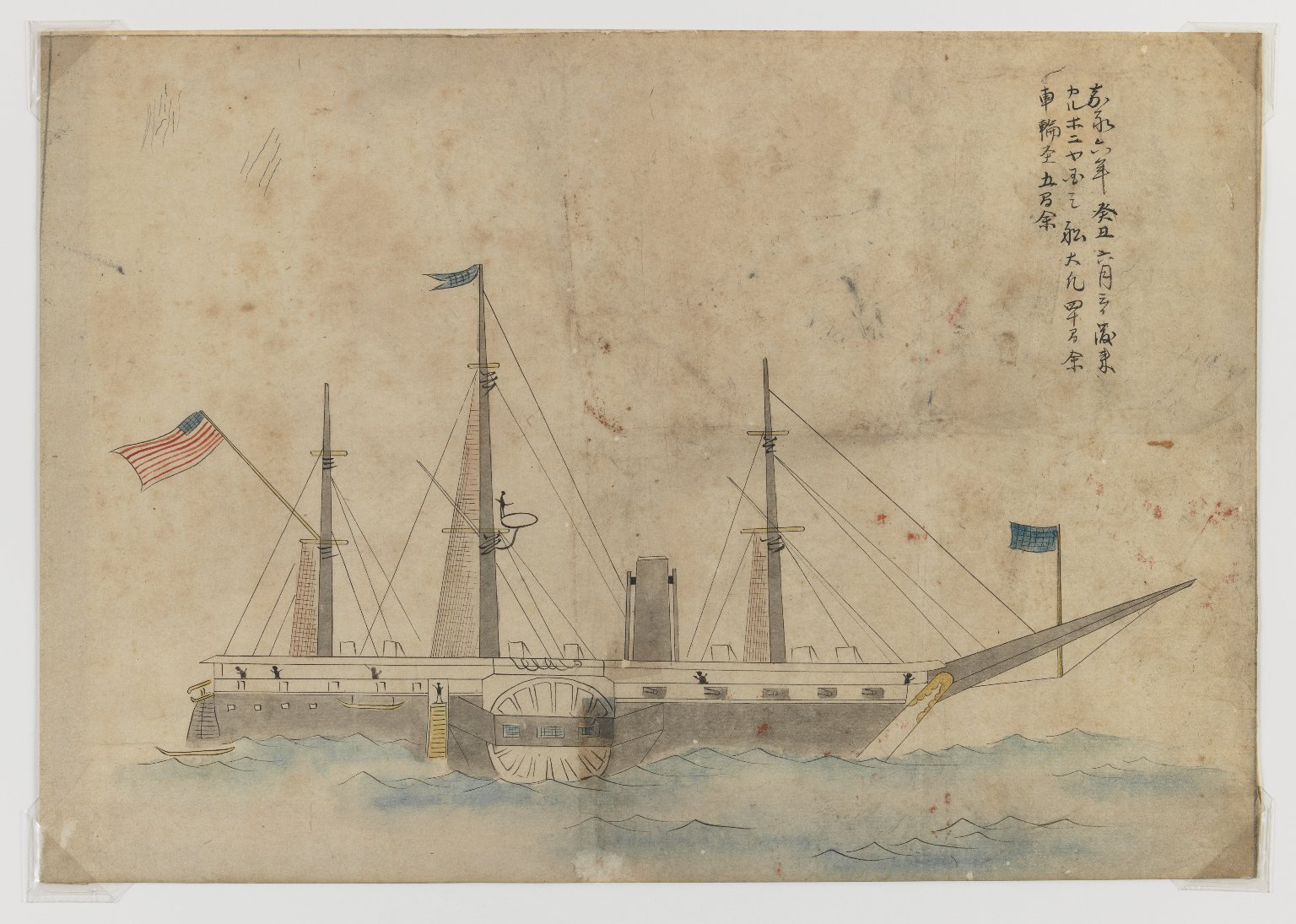
Un « navire noir ».

L'expédition de Perry est une expédition militaire et diplomatique américaine au Japon, incluant deux voyages distincts vers et en provenance du Japon de navires de guerre américains, surnommés « Navires noirs », entre 1853 et 1854. Menée par le commodore Matthew Perry, elle a abouti à l'ouverture du Japon au commerce international et à l'ouverture de relations diplomatiques entre ce dernier et les grandes puissances occidentales.

## Anecdote
Le soir du 25 avril 1854, alors qu'ils mouillaient à Shimoda, les navires américains reçurent la visite surprise de deux jeunes Japonais déterminés à embarquer avec eux pour quitter le pays. L'un d'entre eux était Yoshida Shōin, qui deviendra l'un des grands idéologues xénophobes japonais.